# Chiloda (Naroda)
Chiloda é uma vila no distrito de Gandhinagar, no estado indiano de Gujarat.

## Demografia
Segundo o censo de 2001, Chiloda tinha uma população de 4457 habitantes. Os indivíduos do sexo masculino constituem 55% da população e os do sexo feminino 45%. Chiloda(Naroda) tem uma taxa de literacia de 65%, superior à média nacional de 59,5%; a literacia no sexo masculino é de 76% e no sexo feminino é de 51%. 15% da população está abaixo dos 6 anos de idade.